# Elephant's Memory

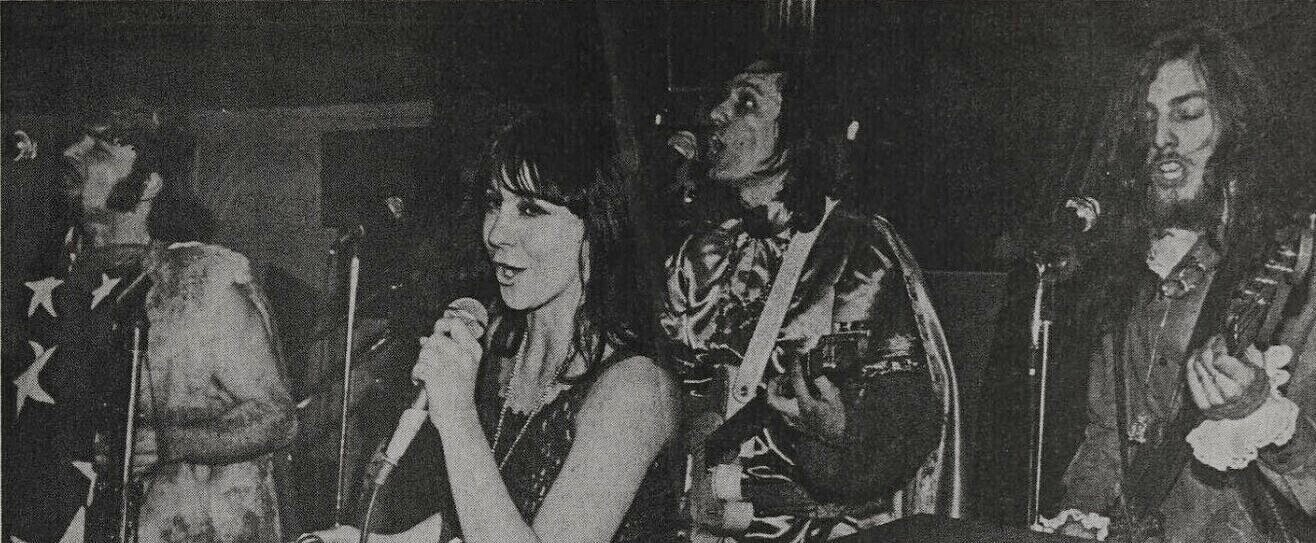
A banda em 1969.

Elephant's Memory foi uma banda de rock estadunidense formada em Nova Iorque no final dos anos 1960, conhecida principalmente por suas colaborações com John Lennon e Yoko Ono entre 1971 e 1973. Para apresentações ao vivo com Lennon e Ono, a banda era conhecida como Plastic Ono Elephant's Memory Band.
Duas das canções da banda, "Jungle Gym at the Zoo" e "Old Man Willow", apareceram na trilha sonora do filme Midnight Cowboy (1969). Eles receberam um disco de ouro por sua contribuição para a trilha sonora.

## Discografia
- Songs From Midnight Cowboy (1969)[5]
- Elephant's Memory (1969)[5]
- Take It To The Streets (1970)[5]
- Elephant's Memory (1972)[5]
- Some Time in New York City, com John Lennon e Yoko Ono (1972)[5]
- Approximately Infinite Universe, com Yoko Ono (1973)[5]
- Angels Forever (1974)[5]
- Our Island Music (1976)[5]